# Kleine strandloper
De kleine strandloper (Calidris minuta) is een vrij kleine trekvogel uit de familie der strandlopers en snippen (Scolopacidae). De vogel werd in 1812 door de Duitse arts en dierkundige Johann Philipp Achilles Leisler geldig beschreven als Tringa minuta.

## Woongebied en trek
Het is een zeer kleine steltloper die zich voortplant op de toendra in het hoge noorden van Europa en Azië. Als trekvogel legt hij een lange afstand af om te overwinteren in het zuiden van Afrika en Azië. Soms worden er ook exemplaren aangetroffen in Noord-Amerika. In de winter vlak voor de trek begint vormt hij grote groepen die ook uit andere soorten strandlopers bestaan en de verzamelplaatsen zijn modderbanken aan de kust of de randen van binnenmeren. Tijdens de trek wordt de kleine strandloper ook langs de Noordzeekust aangetroffen. In Nederland en België worden de meeste vogels gezien tijdens de najaarstrek in de maanden augustus - oktober.

## Aantallen en voeding
De aantallen van deze vogels zijn direct gelinkt aan de bevolking van de Lemming. Als er weinig lemmingen zijn in bepaalde jaren in het broedgebied dan zijn de vogels die hen als prooi hebben als de Grote jager en de sneeuwuil namelijk gedwongen om uit te wijken naar de strandlopers. Zelf vangt de strandloper kleine ongewervelde diertjes die hij in de modder zoekt.

## Uiterlijk
Het is een kleine vogel met een smalle donkere snavel, donkere poten en een snelle motoriek. Hierdoor is het een herkenbare soort om te onderscheiden in een groep standvogels. Het hoofdkenmerk wat ze onderscheidt van andere soorten strandlopers is de combinatie van een zeer smalle snavelpunt, tenen zonder zwemvliezen en een hoog bewegingsritme. De roep is een scherp kort geluid dat klinkt als "stt". Een volwassen exemplaar heeft een oranje zweem op de borstkas, een witte keel en een duidelijke witte V op zijn rug. In de winter is de pluimage minder duidelijk en vager en lijken jonge dieren en volwassenen meer op elkaar. Een jong exemplaar heeft blekere en vagere aftekeningen en een roze-achtige borst.

## Voortplanting
De vogel maakt geen nest maar broedt op de barre grond waarin een kuiltje uitgehold wordt. In die kuil worden tussen de drie en vijf eieren gelegd door verschillende vrouwtjes. De vogel is duaal polygaam, wat inhoudt dat dekkingen vrijelijk tussen verschillende vogels plaatsvinden waardoor een legsel meerdere ouders kan hebben. Beide geslachten broeden ook onafhankelijk van elkaar verschillende legsels uit.

## Status
De grootte van de populatie is in 2015 geschat op ruim 1,5 miljoen vogels. Op de Rode lijst van de IUCN heeft deze soort de status niet bedreigd.

## Natuurlijke hybride
In 1996 werd er door de Zweedse ornitholoog Lars Jonsson een natuurlijke kruising tussen de Kleine Strandloper en Temmincks strandloper aangetroffen in het duinengebied bij Groote Keeten in de gemeente Zijpe bij Callantsoog.

## Galerij

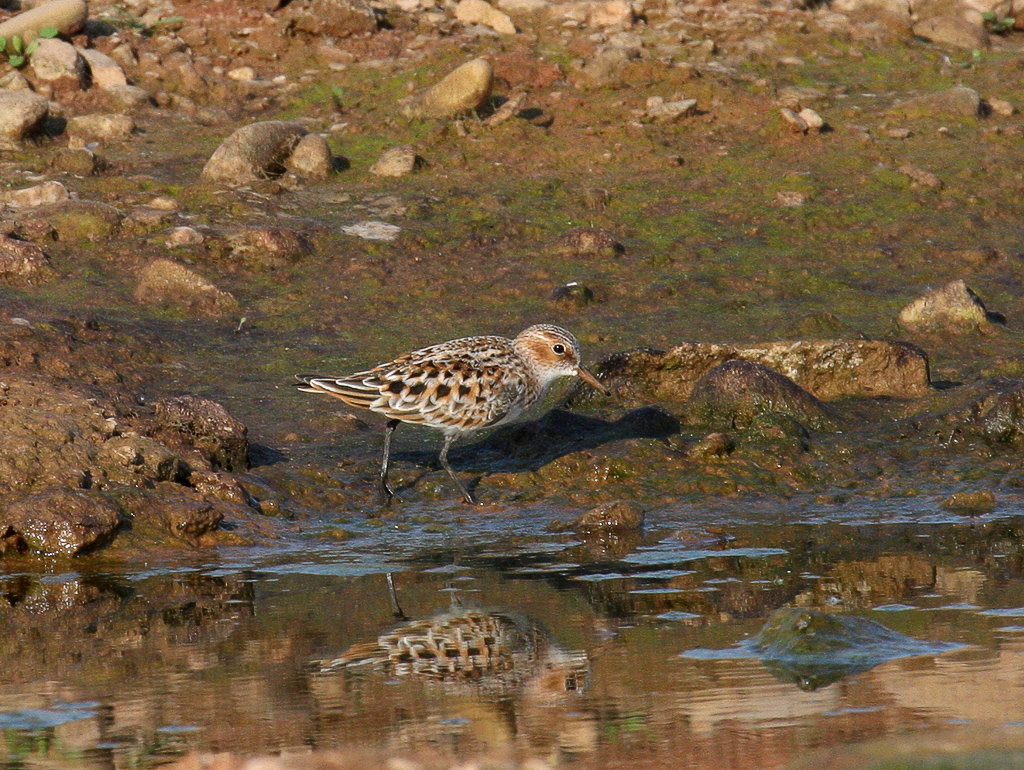
Zomerkleed
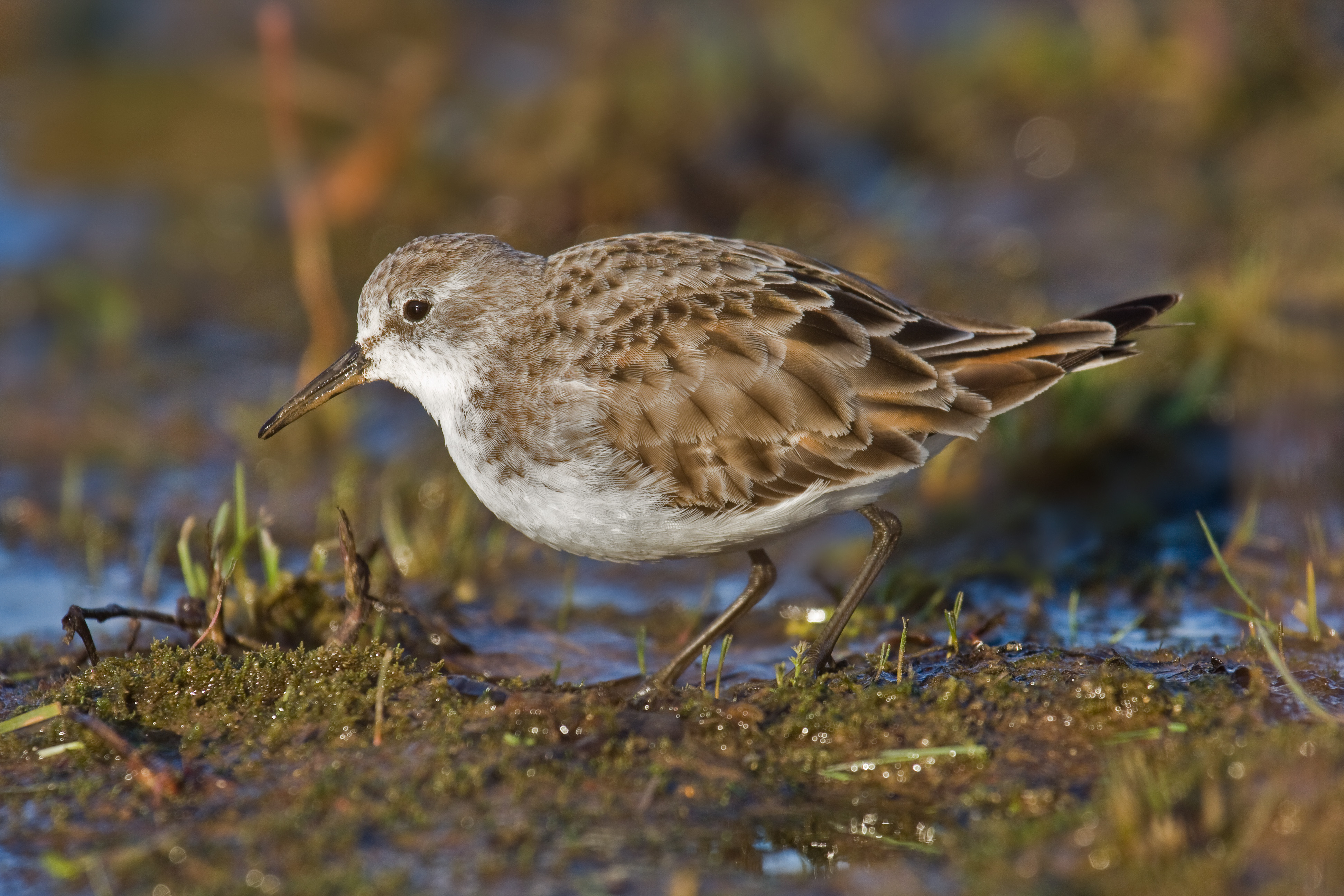
Winterkleed

## Video
- Foeragerende kleine strandloper